# Yvon Nicolazic
Yvon Nicolazic, né le 3 avril 1591 et mort le 13 mai 1645, est un paysan breton qui a témoigné avoir bénéficié d'apparitions de sainte Anne, la mère de la Vierge Marie, et qui après avoir déterré une statue oubliée la représentant dans le champ dit du Bocenno est à l'origine du lieu de pèlerinage et de l'édification de la basilique de Sainte-Anne-d'Auray. Jusqu'à présent, ces apparitions de sainte Anne sont les seules connues au monde.
Son histoire et celle de ses apparitions sont relatées dans la « déclaration qu'il fit lui-même devant Messire Jacques Bullion le 12 mars 1625 » au presbytère de Pluneret.

## Biographie

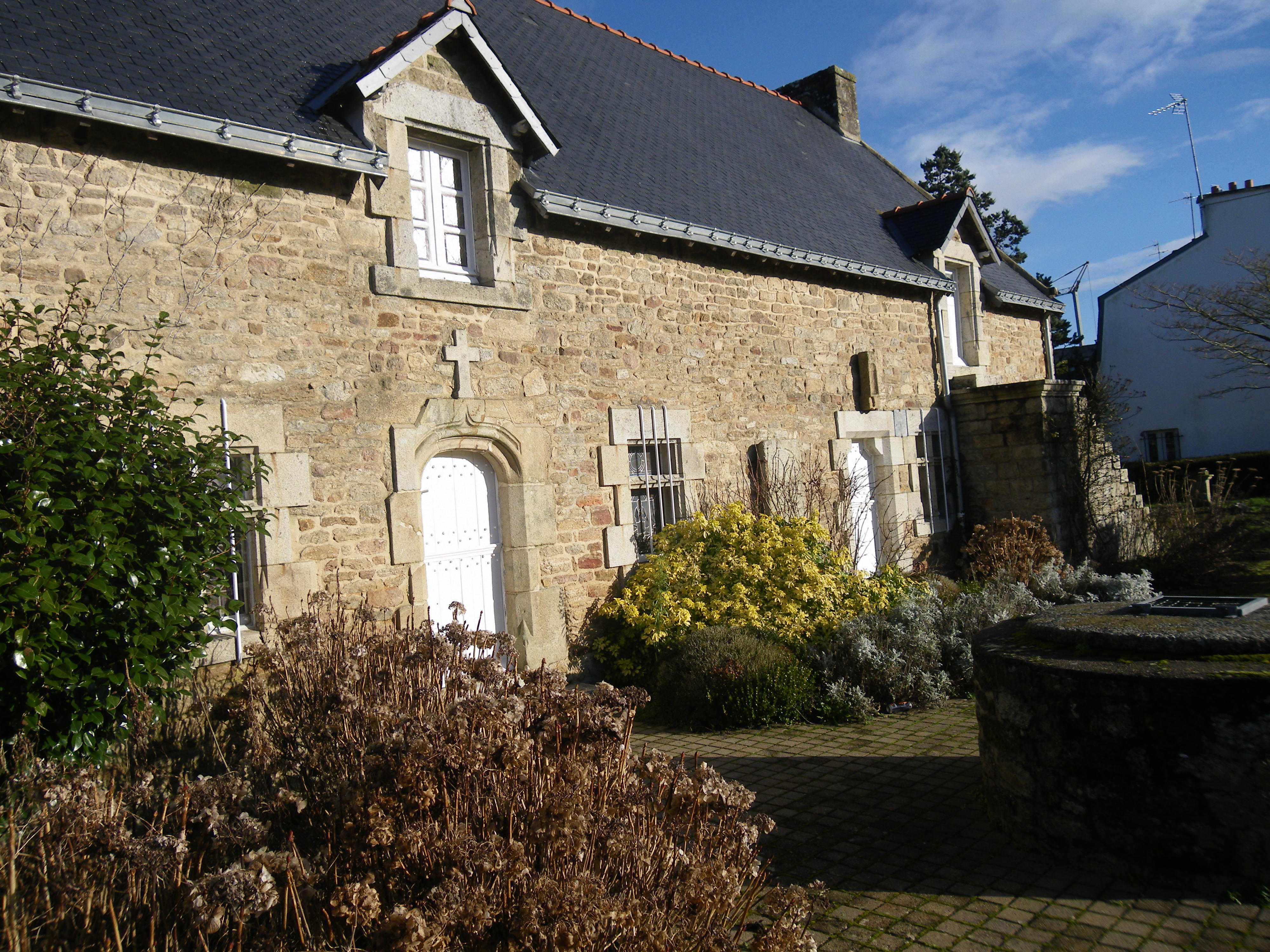
Maison d'Yvon Nicolazic restaurée à Sainte-Anne-d'Auray.

Yvon Nicolazic est né à Pluneret, dans le diocèse de Vannes, le 3 avril 1591. En ce début de XVIIe siècle, Nicolazic est un paysan du Broërec (le Vannetais) qui ne parle que le breton et ne sait ni lire ni écrire. C'est cependant un agriculteur capable, aisé, de bon conseil. Mais c'est aussi un homme de vie spirituelle simple et profonde. Priant, aidant les autres, charitable.
Il faut noter que Nicolazic et sa femme Guillemette Le Roux – ils n'ont pas d'enfants encore – habitaient le village de Ker Anna, « village d'Anne » en breton, et leur champ du Bocenno selon une ancienne tradition aurait autrefois contenu une chapelle dédiée à sainte Anne. On avait des difficultés à travailler ce champ où les bœufs ne pouvaient entrer avec la charrue. Le père de Nicolazic en avait, quinze ans plus tôt, retiré certaines pierres de granit taillées, pour construire une grange.

### Les visions et apparitions miraculeuses
Les visions et apparitions miraculeuses de sainte Anne à Nicolazic apparaissent à une époque où l'évêché de Vannes est marqué par un renouveau religieux impulsé par la Contre-Réforme et par les visions mystiques d'autres laïques comme Pierre Le Gouvello de Keriolet ou Armelle Nicolas .
Au commencement d'août 1623 donc, au soir d'une journée de travail, et alors qu'il pensait spécialement à sainte Anne « sa bonne patronne », une lumière très vive éclaira la chambre de Nicolazic et une main apparut tenant dans la nuit un flambeau de cire. À plusieurs reprises, Nicolazic, par la suite, se verra reconduit la nuit, au long des chemins creux, par un flambeau qui le précède.
Un soir avec son beau-frère, ils verront une Dame blanche avec un cierge à la main au fameux champ du Bocenno. Une autre fois, c’est une pluie d'étoiles qui tombe dans le champ. Mais tous ces événements se déroulent paisiblement, lentement. Et Nicolazic qui s'interroge ne change rien à sa vie, sinon prier encore plus.

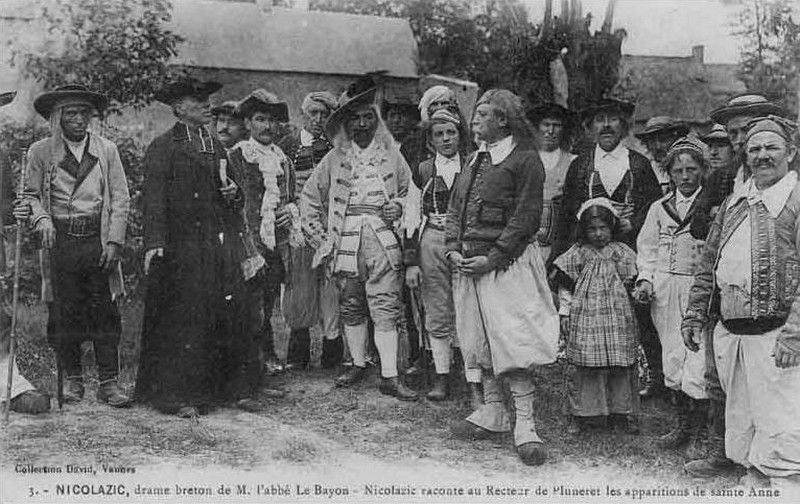
Drame breton écrit par l'abbé Le Bayon : Nicolazic raconte au recteur de Pluneret les apparitions de sainte Anne.

Le 25 juillet 1624, veille de la Sainte-Anne, la Dame apparaît à nouveau le soir sur le chemin, lui dit des paroles pour le rassurer et le conduit chez lui, un flambeau à la main. Nicolazic cependant ne peut rester avec les siens. S'interrogeant sur ces événements, il s'en va prier dans sa grange. C'est alors qu'il entend sur le chemin « le bruit d'une grande multitude en marche ». Mais il n'y a personne sur le chemin.
Puis dans la clarté, la Dame mystérieuse apparaît et voici qu'elle lui parle : « Yvon Nicolazic, ne craignez pas. Je suis Anne, mère de Marie. Dites à votre recteur que dans la pièce de terre appelée le Bocenno, il y a eu autrefois, avant même qu'il y eût aucun village, une chapelle dédiée en mon nom. C'était la première de tout le pays. Il y a 924 ans et 6 mois qu'elle est ruinée. Je désire qu'elle soit rebâtie au plus tôt et que vous en preniez soin parce que Dieu veut que j'y sois honorée ».
Nicolazic, disent les historiens, s'endormit tranquille : le mystère s'éclairait et les choses prenaient leur juste place, au ciel comme sur la terre. Pourtant, il allait falloir encore un an avant la première messe de sainte Anne au Bocenno. Les prêtres à l'époque n'étaient pas plus prompts qu'aujourd'hui à croire aux apparitions. Et n'était-ce pas le plan de Dieu d'augmenter le dossier de faits concrets pour donner à la chapelle de sainte Anne le caractère le plus authentique en même temps que merveilleux ?
Le recteur réprimandait donc sévèrement le bon Yvon Nicolazic. Mais deux chrétiens laïcs l'encouragèrent, MM. de Kermedio et de Kerloguen : ce dernier, propriétaire foncier du champ du Bocenno promet de le donner pour la chapelle, et il lui conseille de prendre des témoins des faits merveilleux.

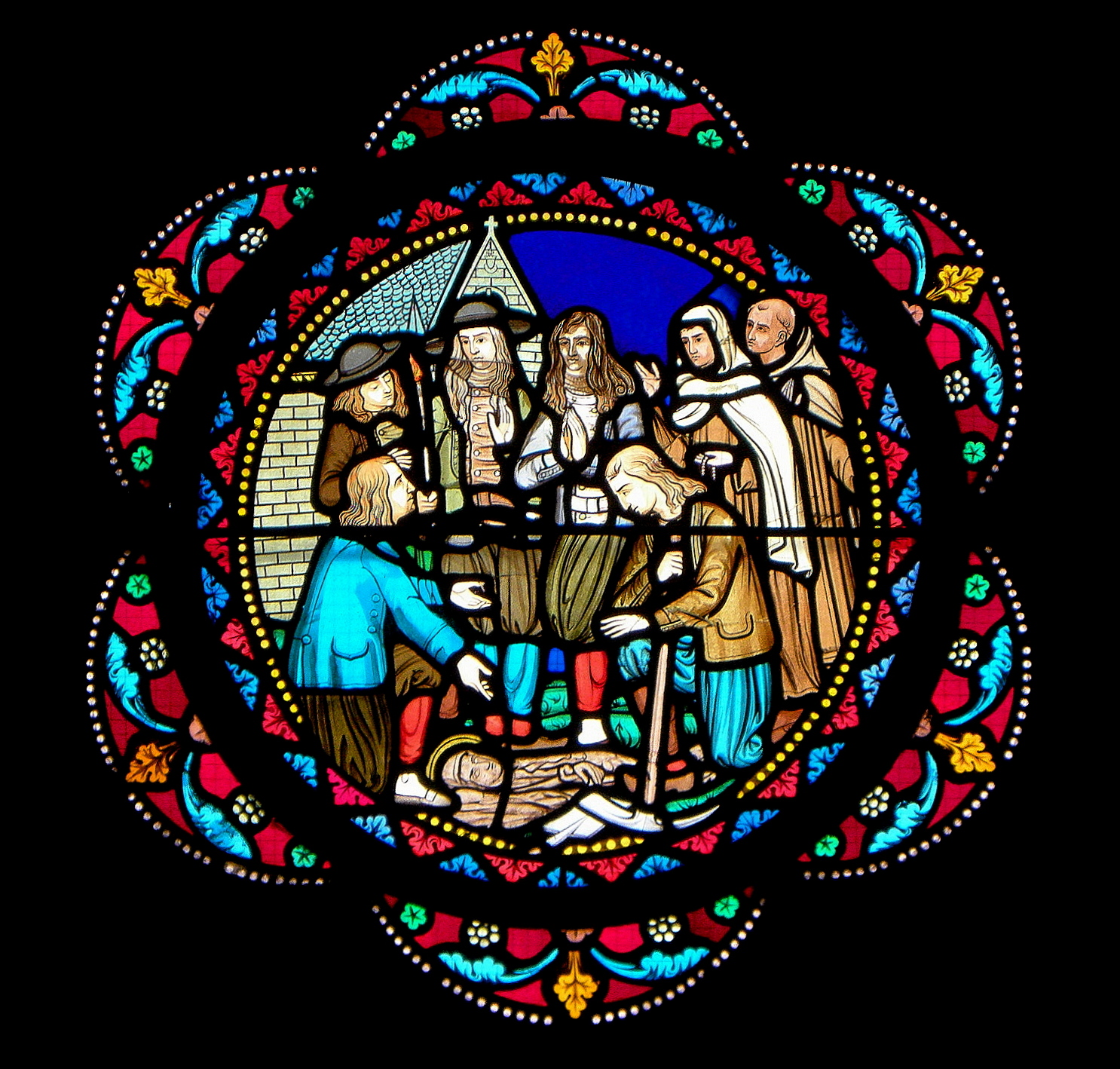
Découverte de la statue de sainte Anne par Yvon Nicolazic, vitrail de la chapelle des Carmes de Rennes.

Quand dans la nuit du 7 au 8 mars 1625, sainte Anne apparaît une nouvelle fois, elle recommande à Yvon de prendre son beau-frère Leroux et ses voisins avec lui : « Menez-les avec vous au lieu où ce flambeau vous conduira, vous trouverez l'image (la statue) qui vous mettra à couvert du monde, lequel connaîtra enfin la vérité de ce que je vous ai promis ». Un cierge mystérieux (ou selon une autre version un flambeau) les conduisit jusqu'à son champ du Bocenno avant de s'enfoncer sous terre.
Quelques moments plus tard, les paysans déterraient au pied du flambeau une vieille statue de bois d'olivier rongée, avec cependant encore des traces de blanc et d'azur. Une hypothèse prétend que la statue soit celle de la déesse romaine Bona Dea allaitant deux enfants discrètement re-sculptée et repeinte par les moines capucins d'Auray pour en faire l'image de sainte Anne trinitaire tenant sur ses genoux la Vierge et l'Enfant Jésus.
Cependant, elle est invérifiable puisque la statue a disparu durant la Révolution française.
Malgré les réserves du curé qui finit par faire amende honorable à la suite d'une enquête du diocèse affirmant l'authenticité de la statue, le culte de sainte Anne se développa sur le site de la découverte et une chapelle y fut construite. La première messe officielle fut célébrée, par décision de l'évêque de Vannes Sébastien de Rosmadec, le 26 juillet 1625.

### Le paysan bâtisseur
À partir de ce jour, Yvon Nicolazic devient bâtisseur. Il dirige les travaux, conduit les charrois volontaires de pierre ou d'ardoise, les abattages de bois, paie les entrepreneurs, et tout cela avec sagesse et probité, lui qui ne sait ni lire, ni écrire, ni parler autre chose que le breton. La chapelle construite, il s'efface, quitte le village de Keranna pour laisser toute la place à sainte Anne et aux pèlerins innombrables.
Il est mort à Sainte-Anne-d'Auray le 13 mai 1645.

## Postérité
Le lieu a pris le nom de Sainte-Anne-d'Auray, et le pardon qui s'y déroule chaque année est le plus important de Bretagne.
Le 20 septembre 1996, le pape Jean-Paul II est venu la prier dans son sanctuaire breton, et avec lui 150 000 pèlerins

## Cause de béatification
La cause de béatification fut remise à l'étude à la suite du pèlerinage effectué par le pape Jean-Paul II à son sanctuaire, le 20 septembre 1996 ; Une ébauche avait déjà été préparée de 1935 à 1937, aussi un dossier définitif est officiellement déposé au Vatican, à la fin de l'année 2000. A la demande de Mgr François-Mathurin Gourvès, un dossier de béatification d'Yvon Nicolazic est ouvert à l'évêché de Vannes depuis septembre 1997.
Mgr Joseph Mahuas, né le 2 janvier 1922 à Grand-Champ, ordonné prêtre à Grand-Champ le 2 juillet 1947, décédé à Vannes le 23 décembre 2011, Prélat de Sa Sainteté, doyen du chapitre cathédral de Vannes et en 1992, doyen du chapitre et membre du Conseil épiscopal, responsable du temporel diocésain, avait été nommé postulateur de la cause d'Yvon Nicolazic.

## Iconographie
Avant la guerre de 1939-1945, les Seiz Breur ont réalisé une série de gravures des saints bretons, ou de personnalités religieuses. Xavier de Langlais a gravé en 1948 une représentation de Nikolazic  [sic], signée Langleiz.
En 2018, est parue aux éditions Ar Gedour un album de bande dessinée, écrit et dessiné par René Le Honzec, préfacé par Mgr Raymond Centène, évêque du diocèse retraçant l'historique du sanctuaire des origines à nos jours, avec l'histoire du voyant Nicolazic, l'évolution des pèlerinages, les reconstitutions des bâtiments successifs.

### Sources
- Jean-Loup Avril, 500 bretons à connaître, Saint-Malo (France), L'ancre de marine, 1989
- Job an Irien et Y.P. Castel, Sainte Anne et les Bretons - Santez Anna, Mamm goz ar Vretonned, éditions Minihi Levenez, ouvrage bilingue breton-français, 1996 (OCLC 865315790).